# Malmö Sinfonietta
Malmö Sinfonietta bildades 1941 i Malmö under namnet KFUM:s Symfoniorkester. 
Malmö Sinfonietta är verksam i Malmö med omnejd. Orkestermedlemmarna utgörs främst av duktiga amatörmusiker men även av musiklärare och musikhögskolestudenter. Orkestern har ett 40-tal medlemmar.
Orkestern spelar verk främst från wienklassicism och tidig romantik.
Under åren 2019-2023 leddes orkestern av tubaisten och dirigenten Ossian Edlund.